# Marguerite Chapuy
Marguerite Chapuy (Burdeos, 21 de julio de 1852-Dijon, 23 de septiembre de 1936) fue una soprano de ópera francesa e hija de un ex bailarín de la Ópera. Su corta carrera profesional se concentró en París, pero incluyó apariciones en Londres; creó varios papeles en la Opéra-Comique.

## Biografía
Marguerite Chapuy nació en Burdeos el 21 de julio de 1852. Como alumna de François-Joseph Regnier, primero consideró una carrera como actriz, sin embargo, después de un decepcionante debut en el teatro de vodevil, se inclinó hacia el teatro lírico. Tomó lecciones con Arnoldi (su primer maestro fue Belloni) y durante la guerra franco-prusiana de 1870 se mudó a Bruselas, donde continuó sus estudios de canto, seguidos de apariciones teatrales en Rennes.
En 1872, cantó el papel de Susanna en Las bodas de Fígaro y Haydée de Auber en la Opéra-Comique. Creó el papel de Philomène en Le roi l'a dit de Delibes el 24 de mayo de 1873. En marzo de 1874 cantó Mignon.
Fue invitada por Mapleson a cantar en Londres, donde su repertorio incluía a Zerlina, Susanna, Rosina and Lucia. Cantó Rose Friquet en la representación número 100 de Les dragons de Villars el 17 de mayo de 1874 y Jeanette en la representación número 500 de Les Noces de Jeannette el 18 de enero de 1875 en la Salle Favart.
Fue la primera Micaela en Carmen de Bizet el 3 de marzo de 1875. Después de la interpretación inicial de Carmen, cantó Rosina en El barbero de Sevilla en julio de 1875 en el Teatro Drury Lane de Londres. Más tarde ese año, cantó Rose de Mai en la reposición de Le val d'Andorre de Halévy el 14 de octubre y Késie en El califa de Bagdad el 18 de diciembre en honor al centenario de Boieldieu.
En el estreno de la opéra-comique Les amoureux de Catherine de Henri Maréchal el 8 de mayo de 1876, Chapuy interpretó a Catherine. Luego cantó Baucis en la primera interpretación de la versión en dos actos de Philémon et Baucis de Gounod (16 de mayo de 1876). De 1874 a 1876, interpretó la parte de soprano solista en las representaciones anuales de la Novena sinfonía de Beethoven en la Société des concerts du Conservatoire.
En 1876 se casó con Louis André, general de división del ejército francés en Notre-Dame-de-Lorette (París) y poco después se retiró de los escenarios. Falleció en Dijon el 23 de septiembre de 1936, a los 84 años.